# エドワード・ラッセルズ (初代ハーウッド伯爵)

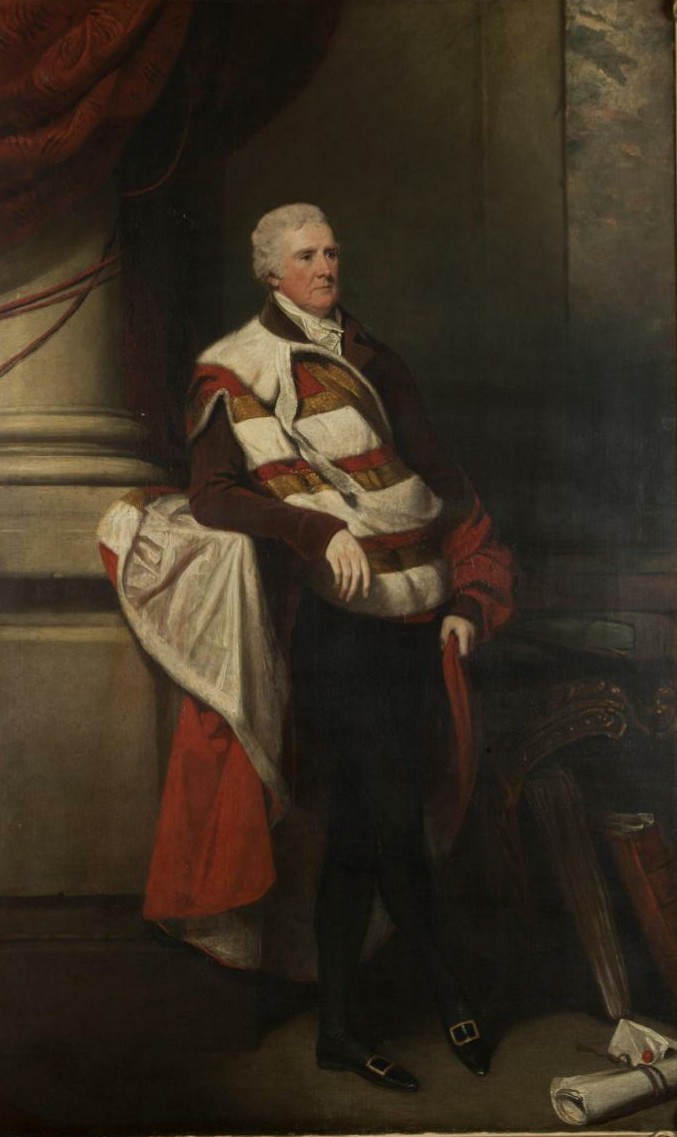
ジョン・ホプナーによる肖像画、1795年ごろ。

初代ハーウッド伯爵エドワード・ラッセルズ（Edward Lascelles, 1st Earl of Harewood、1740年1月7日 – 1820年4月3日）は、イギリスの政治家、貴族。庶民院議員を務めた。従兄にあたる初代ハーウッド男爵エドウィン・ラッセルズの相続人として広大な領地を有し、政府への支持もあり叙爵申請を認められた。
1799年時点のグレートブリテン王国における百万長者（100万ポンド以上の財産を所有する人物）の1人であり、290万ポンド（2023年時点の3.6億ポンドと同等）を所有した。

## 生涯

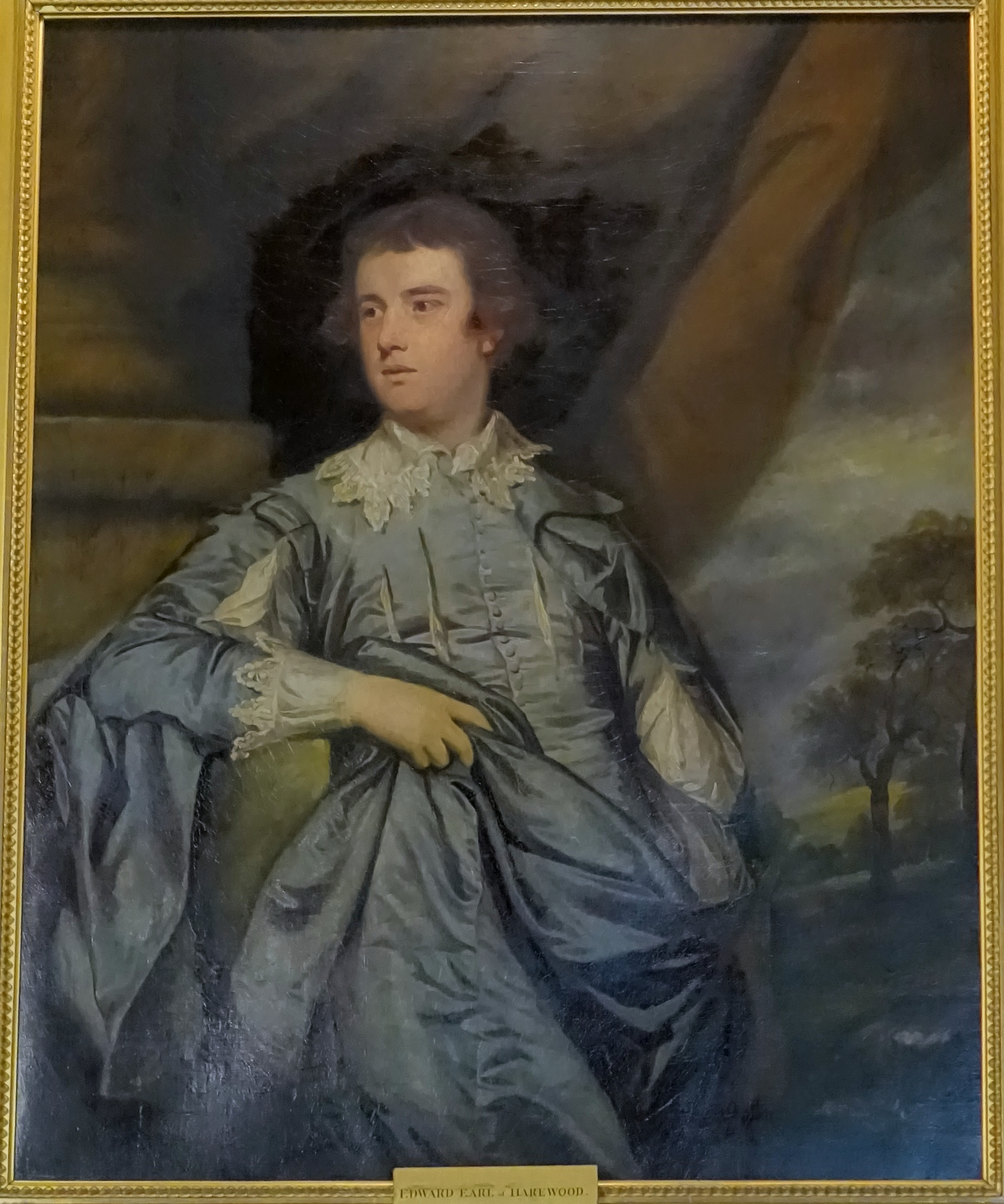
ジョシュア・レノルズによる肖像画、1762年から1764年ごろ。

エドワード・ラッセルズ（Edward Lascelles、1702年2月25日洗礼 – 1747年10月31日、ダニエル・ラッセルズの三男）と妻フランシス（1761年5月18日没、ガイ・ボールの娘）の次男として、1740年1月7日にバルバドスで生まれた。兄ヘンリーは1755年に17歳で亡くなった。父はバルバドスで関税徴税人を務めたが、エドワードが7歳のときに死去した。
1761年イギリス総選挙でノーザラートン選挙区から出馬して、無投票で庶民院議員に当選した。ノーザラートンではラッセルズ家とピアース家（Peirse）が自治邑土地保有態様のほとんどを保有しており、選挙区を支配していたため、両家がそれぞれ1議席を指名していた。このときはピアース家の当主が未成年だったため、2議席目もラッセルズ家が占有し、エドワードが当選した。1768年イギリス総選挙でも無投票で再選したが、1774年イギリス総選挙ではピアース家が2議席目を取り戻し、エドワードは議員を退任した。1度目の議員期では従兄（父の異母兄の息子）にあたるエドウィン・ラッセルズ（同じくノーザラートン選出の庶民院議員）と常に同じ立場をとり、庶民院で演説した記録はなかった。
1790年イギリス総選挙ではエドウィンがハーウッド男爵に叙されたため、代わりにエドワードが出馬して当選した。2度目の議員期では1791年にスコットランドにおける審査法廃止に反対、1796年3月に奴隷貿易廃止に反対した。
エドウィンに子女がおらず、爵位が1代で廃絶することは明らかだったため、エドワードは1794年8月に首相小ピットに対しハーウッド男爵への叙爵を申請した。1795年にエドウィンが死去すると、男爵位は廃絶したものの、遺産はエドワードが相続した。そして、叙爵への内諾を得たエドワードは1796年イギリス総選挙で出馬せずに議員を退任、以降ノーザラートンにおけるラッセルズ家の議席は息子エドワードとヘンリーが占めた。1796年6月18日、グレートブリテン貴族であるヨーク州ハーウッドにおけるハーウッド男爵に叙された。
男爵に叙された後は伯爵への昇叙を目指し、1798年5月と6月に小ピットに対し2度申請したものの、拒否されている。1804年に第2次小ピット内閣が成立するとハーウッド男爵は再び伯爵への昇叙を申請、最終的にはリヴァプール伯爵内閣期に認められた。1812年9月7日、連合王国貴族であるラッセルズ子爵およびヨーク州におけるハーウッド伯爵に叙された。
1820年4月3日に死去、同名の長男エドワードに先立たれたため次男ヘンリーが爵位を継承した。

## 家族

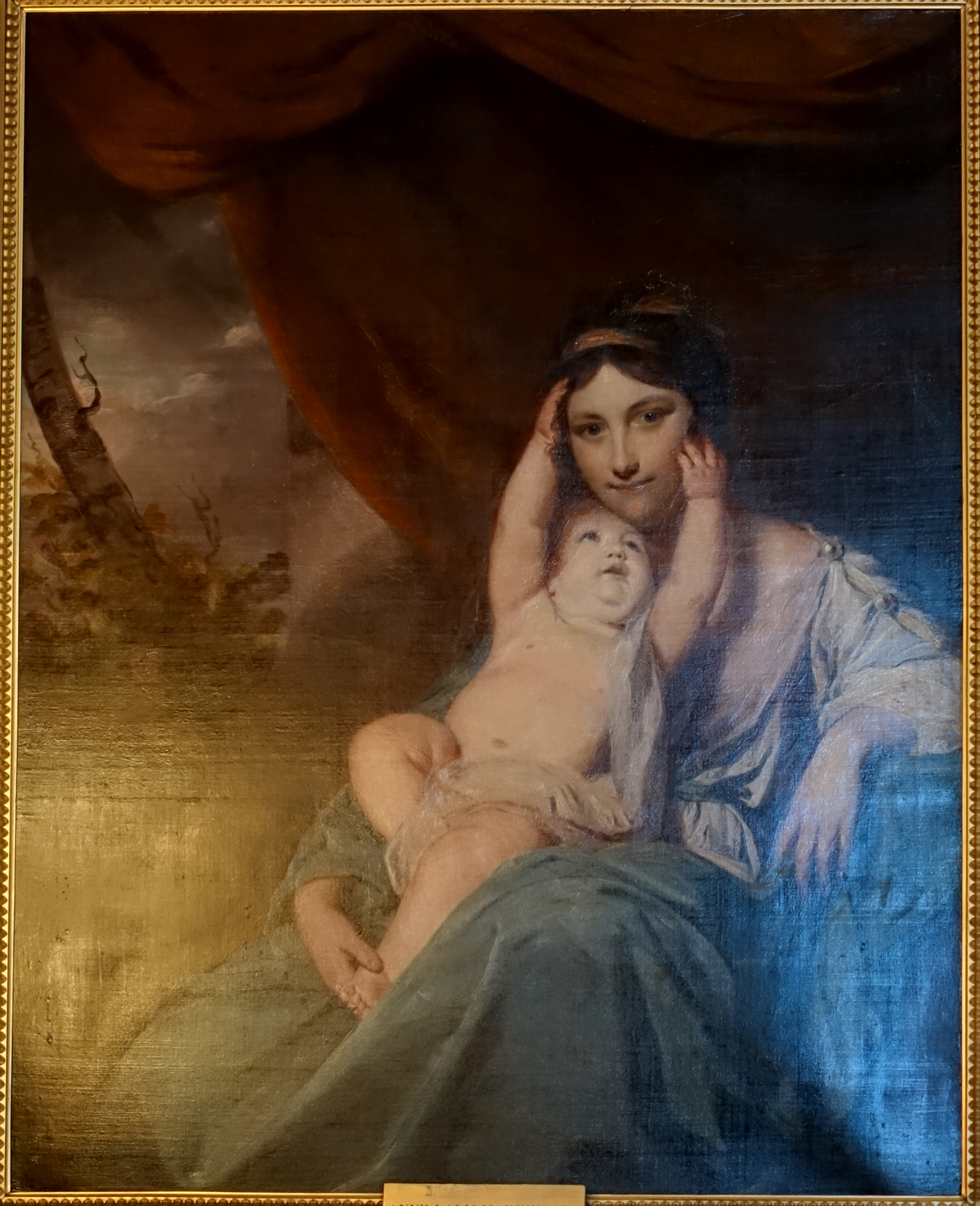
ハーウッド夫人アンと娘フランシス、ジョシュア・レノルズ画。

1761年5月12日、アン・シャロナー（Anne Charloner、1805年2月23日没、ウィリアム・シャロナーの娘）と結婚、2男2女をもうけた。
- フランシス（1762年6月11日[9] – 1817年3月31日） - 1784年10月4日、ジョン・ダグラス閣下（Hon. John Douglas、1756年7月1日 – 1818年5月1日、第14代モートン伯爵ジェイムズ・ダグラスの息子）と結婚、子供あり。第17代モートン伯爵ジョージ・ダグラスの母[10]
- エドワード（1764年1月10日 – 1814年6月3日） - 庶民院議員、生涯未婚[5]
- ヘンリー（英語版）（1767年12月25日 – 1841年11月24日） - 第2代ハーウッド伯爵[5]
- メアリー・アン（1775年11月2日 – 1831年6月10日） - 1801年4月20日、リチャード・ヨーク（Richard Yorke）と結婚[9]